# یوایکس تلمبه

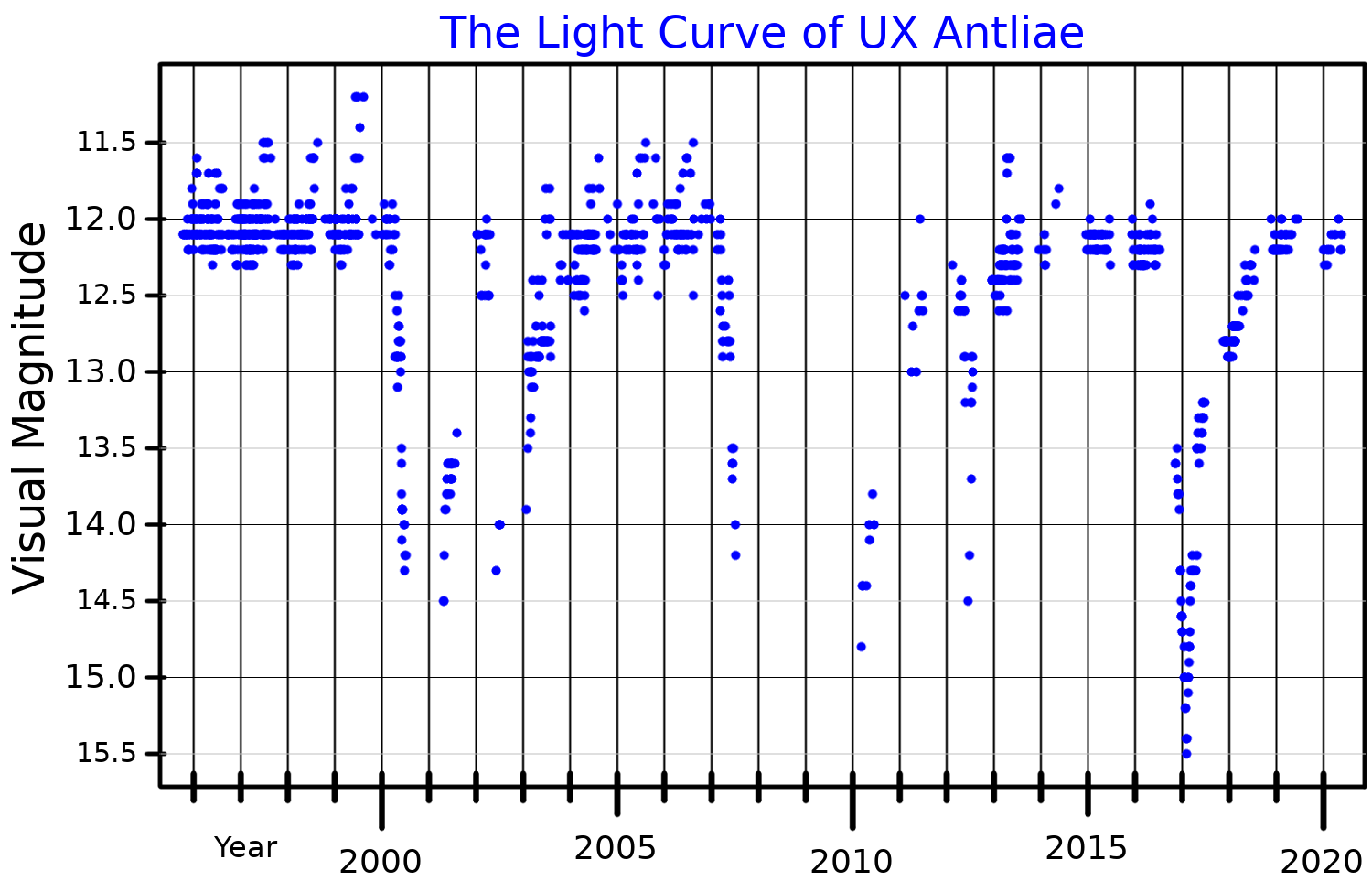
عکس‌ نامرتبط

یوایکس تلمبه یک ستاره است که در صورت فلکی تلمبه قرار دارد.